# 未斯欣
金未斯欣（4世纪—433年），《三国遗事》作美海，5世纪新罗宗室，第17任国王奈勿尼師今的儿子。

## 生平
實聖尼師今元年（402年）三月，新罗與倭國通好，以奈勿王之子未斯欣爲質。讷祇麻立干二年（418年），讷祇麻立干很想念弟弟未斯欣，于是派朴堤上前去解救。朴堤上到倭国后假称自己是新罗弃臣，得到倭王赞的信任，并暗中接近未斯欣。一天，他趁着海上大雾将未斯欣成功送上离开倭国的船，但自己却被抓住，被火烧死。未斯欣自倭國逃還。讷祇麻立干让未斯欣娶其朴堤上第二女爲妻。讷祇麻立干十七年（433年）五月，未斯欣卒，贈舒弗邯。慈悲麻立干四年（461年）二月，慈悲王納未斯欣之女爲妃。炤知麻立干就是未斯欣的外孙。

## 家族

### 父母
- 父亲：奈勿尼師今
- 母亲：延帝夫人

### 兄弟
- 哥哥：讷祇麻立干
- 哥哥：金卜好

### 子女
- 儿子：金仇天，宣德王的七世祖
- 女儿：慈悲麻立干之妻，炤知麻立干之母